# Pěkně blbě
Pěkně blbě (v anglickém originále The Big Sick) je americká romantická komedie z roku 2017, kterou režíroval Michael Showalter a k níž napsali scénář Kumail Nanjiani a Emily V. Gordon. V hlavních rolích se objevili Nanjiani, Zoe Kazan, Holly Hunter, Ray Romano, Adeel Akhtar a Anupam Kher. Film vypráví o rasově smíšeném páru, který se musí vyrovnat se vzájemnými kulturními rozdíly a je založen na skutečném příběhu lásky mezi Nanjianim a Gordon.
Světová premiéra proběhla na Filmovém festivalu Sundance dne 20. ledna 2017. Ve Spojených státech byl film omezeně promítán od 23. června 2017 v distribuci Amazon Studios a Lionsgate a od 14. července 2017 v širší distribuci. Film získal kladné recenze od kritiků a vydělal celosvětově přes 56 milionů dolarů. V České republice byl snímek poprvé uveden jako zahajovací film na Filmovém festivalu v Karlových Varech a 13. července 2017 vstoupil do kin.

## Obsazení
| Kumail Nanjiani     | Kumail    |
| Zoe Kazan           | Emily     |
| Holly Hunter        | Beth      |
| Ray Romano          | Terry     |
| Adeel Akhtar        | Naveed    |
| Zenobia Shroff      | Sharmeen  |
| Anupam Kher         | Azmat     |
| Bo Burnham          | CJ        |
| Aidy Bryant         | Mary      |
| Rebecca Naomi Jones | Jessie    |
| Kurt Braunohler     | Chris     |
| Shenaz Treasury     | Fatima    |
| David Alan Grier    | Andy Dodd |

## Vznik filmu
V prosinci 2015 bylo oznámeno, že Kumail Nanjiani si zahraje hlavní roli ve filmu, který napsal společně se svou manželkou Emily V. Gordon, a také, že Judd Apatow s Barrym Mendelem budou film produkovat pod svou značkou Apatow Productions, zatímco FilmNation Entertainment bude film financovat. V únoru 2016 se k obsazení připojila Zoe Kazan a o dva měsíce později i Holly Hunter a Ray Romano. V květnu 2016 byli mezi herce přidáni Aidy Bryant, Bo Burnham, Kurt Braunohler a Adeel Akhtar. Hudbu k filmu složil Michael Andrews.

### Natáčení
Hlavní natáčení začalo 11. května 2016.

## Přijetí

### Tržby
Film vydělal k 23. prosinci 2017 43 milionů dolarů v Severní Americe a 13 milionů dolarů v ostatních oblastech, celkově tak vydělal 56 milionů dolarů po celém světě. Rozpočet filmu činil 5 milionů dolarů. V Severní Americe byl promítán limitovaně a z pěti kin vydělal 421 577 dolarů za první víkend. Dne 14. července 2017 byl rozšířen do dalších 2 597 kin a za první víkend vydělal 7,6 milionu dolarů.

### Recenze
Film získal pozitivní recenze od kritiků. Na recenzní stránce Rotten Tomatoes získal z 292 započtených recenzí 98 procent s průměrným ratingem 8.29 bodů z deseti. Na serveru Metacritic snímek získal z 47 recenzí 86 bodů ze sta. Na Česko-Slovenské filmové databázi snímek získal 74 %. Na stránce CinemaScore získal známku za 1, na škále 1+ až 5.

### Ocenění a nominace
| Ocenění                                       | Datum ceremoniálu  | Kategorie                                          | Nominovaný                        | Výsledek  |
| --------------------------------------------- | ------------------ | -------------------------------------------------- | --------------------------------- | --------- |
| Americký filmový institut                     | 5. ledna 2018      | Nejlepších deset filmů roku 2017                   | Pěkně blbě                        | vítězství |
| Austin Film Critics Association               | 8. ledna 2018      | Nejlepších deset filmů roku 2017                   | Pěkně blbě                        | vítězství |
| Austin Film Critics Association               | 8. ledna 2018      | Nejlepší původní scénář                            | Emily V. Gordon a Kumail Nanjiani | nominace  |
| Austin Film Critics Association               | 8. ledna 2018      | Nejlepší ženský herecký výkon ve vedlejší roli     | Holly Hunter                      | nominace  |
| Central Ohio Film Critics Association         | 4. ledna 2018      | Nejlepších deset filmů roku 2017                   | Pěkně blbě                        | 4. místo  |
| Central Ohio Film Critics Association         | 4. ledna 2018      | Nejlepší původní scénář                            | Emily V. Gordon a Kumail Nanjiani | nominace  |
| Central Ohio Film Critics Association         | 4. ledna 2018      | Nejlepší ženský herecký výkon ve vedlejší roli     | Holly Hunter                      | nominace  |
| Central Ohio Film Critics Association         | 4. ledna 2018      | Nejlepší obsazení                                  | Pěkně blbě                        | nominace  |
| Central Ohio Film Critics Association         | 4. ledna 2018      | Objev roku                                         | Kumail Nanjiani                   | nominace  |
| Critics' Choice Awards                        | 11. ledna 2018     | Nejlepší film                                      | Pěkně blbě                        | nominace  |
| Critics' Choice Awards                        | 11. ledna 2018     | Nejlepší ženský herecký výkon ve vedlejší roli     | Holly Hunter                      | nominace  |
| Critics' Choice Awards                        | 11. ledna 2018     | Nejlepší původní scénář                            | Emily V. Gordon a Kumail Nanjiani | nominace  |
| Critics' Choice Awards                        | 11. ledna 2018     | Nejlepší komediální filmu                          | Pěkně blbě                        | vítězství |
| Critics' Choice Awards                        | 11. ledna 2018     | Nejlepší mužský herecký výkon v komediálním filmu  | Kumail Nanjiani                   | nominace  |
| Critics' Choice Awards                        | 11. ledna 2018     | Nejlepší ženský herecký výkon v komediálním filmu  | Zoe Kazan                         | nominace  |
| Dallas–Fort Worth Film Critics Association    | 13. prosince 2017  | Nejlepší ženský herecký výkon ve vedlejší roli     | Holly Hunter                      | 4. místo  |
| Denver Film Critics Society                   | 15. ledna 2018     | Nejlepší původní scénář                            | Emily V. Gordon a Kumail Nanjiani | nominace  |
| Denver Film Critics Society                   | 15. ledna 2018     | Nejlepší ženský herecký výkon ve vedlejší roli     | Holly Hunter                      | nominace  |
| Denver Film Critics Society                   | 15. ledna 2018     | Nejlepší komedie                                   | Pěkně blbě                        | vítězství |
| Denver Film Critics Society                   | 15. ledna 2018     | Nejlepší herec ve vedlejší roli                    | Ray Romano                        | nominace  |
| Detroit Film Critics Society                  | 7. prosince 2017   | Nejlepší scénář                                    | Emily V. Gordon a Kumail Nanjiani | nominace  |
| Detroit Film Critics Society                  | 7. prosince 2017   | Nejlepší ženský herecký výkon ve vedlejší roli     | Holly Hunter                      | nominace  |
| Detroit Film Critics Society                  | 7. prosince 2017   | Nejlepší obsazení                                  | Pěkně blbě                        | nominace  |
| Florida Film Critics Circle                   | 23. prosince 2017  | Nejlepší ženský herecký výkon ve vedlejší roli     | Holly Hunter                      | nominace  |
| Florida Film Critics Circle                   | 23. prosince 2017  | Nejlepší scénář                                    | Emily V. Gordon a Kumail Nanjiani | nominace  |
| Florida Film Critics Circle                   | 23. prosince 2017  | Nejlepší obsazení                                  | Pěkně blbě                        | nominace  |
| Gotham Awards                                 | 27. listopadu 2017 | Nejlepší scénář                                    | Emily V. Gordon a Kumail Nanjiani | nominace  |
| Houston Film Critics Society                  | 6. ledna 2018      | Nejlepší film                                      | Pěkně blbě                        | nominace  |
| Houston Film Critics Society                  | 6. ledna 2018      | Nejlepší ženský herecký výkon ve vedlejší roli     | Holly Hunter                      | nominace  |
| Houston Film Critics Society                  | 6. ledna 2018      | Nejlepší scénář                                    | Emily V. Gordon a Kumail Nanjiani | nominace  |
| Chicago Film Critics Association              | 12. prosince 2017  | Nejlepší ženský herecký výkon ve vedlejší roli     | Holly Hunter                      | nominace  |
| Chicago Film Critics Association              | 12. prosince 2017  | Nejlepší původní scénář                            | Emily V. Gordon a Kumail Nanjiani | nominace  |
| IGN Awards                                    | 19. prosince 2017  | Nejlepší film                                      | Pěkně blbě                        | nominace  |
| IGN Awards                                    | 19. prosince 2017  | Nejlepší komedie                                   | Pěkně blbě                        | 2. místo  |
| IGN Awards                                    | 19. prosince 2017  | Nejlepší mužský herecký výkon v hlavní roli - film | Kumail Nanjiani                   | nominace  |
| IGN Awards                                    | 19. prosince 2017  | Nejlepší herecký výkon ve vedlejší roli            | Holly Hunter                      | nominace  |
| IGN Awards                                    | 19. prosince 2017  | Nejlepší herecký výkon ve vedlejší roli            | Ray Romano                        | nominace  |
| Independent Spirit Awards                     | 3. března 2018     | Nejlepší ženský herecký výkon ve vedlejší roli     | Holly Hunter                      | nominace  |
| Independent Spirit Awards                     | 3. března 2018     | Nejlepší první scénář                              | Emily V. Gordon a Kumail Nanjiani | vítězství |
| Las Vegas Film Critics Society                | 18. prosince 2017  | Nejlepší film                                      | Pěkně blbě                        | 5. místo  |
| Las Vegas Film Critics Society                | 18. prosince 2017  | Nejlepší komedie                                   | Pěkně blbě                        | vítězství |
| Iowa Film Critics Association                 | 9. ledna 2018      | Nejlepší ženský herecký výkon ve vedlejší roli     | Holly Hunter                      | nominace  |
| London Film Critics' Circle                   | 28. ledna 2018     | Nejlepší ženský herecký výkon ve vedlejší roli     | Holly Hunter                      | nominace  |
| Mezinárodní filmový festival v Palm Springs   | 2. ledna 2018      | Ocenění za celou kariéru                           | Holly Hunter                      | vítězství |
| NAACP Image Awards                            | 15. ledna 2018     | Nejlepší scénář                                    | Emily V. Gordon a Kumail Nanjiani | nominace  |
| North Texas Film Critics Association          | 18. prosince 2017  | Nejlepší film                                      | Pěkně blbě                        | nominace  |
| North Texas Film Critics Association          | 18. prosince 2017  | Nejlepší herec v hlavní roli                       | Kumail Nanjiani                   | nominace  |
| North Texas Film Critics Association          | 18. prosince 2017  | Nejlepší herec ve vedlejší roli                    | Ray Romano                        | nominace  |
| North Texas Film Critics Association          | 18. prosince 2017  | Nejlepší ženský herecký výkon ve vedlejší roli     | Holly Hunter                      | nominace  |
| Online Film Critics Society                   | 28. prosince 2018  | Nejlepší ženský herecký výkon ve vedlejší roli     | Holly Hunter                      | nominace  |
| Oscar                                         | 4. března 2018     | Nejlepší původní scénář                            | Emily V. Gordon a Kumail Nanjiani | nominace  |
| Phoenix Film Critics Society                  | 19. prosince 2017  | Nejlepší film                                      | Pěkně blbě                        | nominace  |
| Phoenix Film Critics Society                  | 19. prosince 2017  | Nejlepší původní scénář                            | Emily V. Gordon a Kumail Nanjiani | nominace  |
| Phoenix Film Critics Society                  | 19. prosince 2017  | Nejlepší ženský herecký výkon ve vedlejší roli     | Holly Hunter                      | nominace  |
| Phoenix Critics Circle                        | 16. prosince 2017  | Nejlepší ženský herecký výkon ve vedlejší roli     | Holly Hunter                      | nominace  |
| Phoenix Critics Circle                        | 16. prosince 2017  | Nejlepší komedie                                   | Pěkně blbě                        | vítězství |
| Producers Guild of America Awards             | 20. leden 2018     | Nejlepší producenti – film                         | Judd Apatow a Barry Mendel        | nominace  |
| San Diego Film Critics Society                | 11. prosince 2017  | Nejlepší ženský herecký výkon ve vedlejší roli     | Holly Hunter                      | nominace  |
| San Diego Film Critics Society                | 11. prosince 2017  | Nejlepší původní scénář                            | Emily V. Gordon a Kumail Nanjiani | nominace  |
| San Diego Film Critics Society                | 11. prosince 2017  | Nejlepší komediální výkon                          | Ray Romano                        | nominace  |
| San Francisco Film Critics Circle             | 10. prosince 2017  | Nejlepší ženský herecký výkon ve vedlejší roli     | Holly Hunter                      | nominace  |
| San Francisco Film Critics Circle             | 10. prosince 2017  | Nejlepší původní scénář                            | Emily V. Gordon a Kumail Nanjiani | nominace  |
| Satellite Awards                              | 10. února 2018     | Nejlepší film                                      | Pěkně blbě                        | nominace  |
| Satellite Awards                              | 10. února 2018     | Nejlepší ženský herecký výkon ve vedlejší roli     | Holly Hunter                      | nominace  |
| Screen Actors Guild Award                     | 21. ledna 2018     | Nejlepší ženský herecký výkon ve vedlejší roli     | Holly Hunter                      | nominace  |
| Screen Actors Guild Award                     | 21. ledna 2018     | Nejlepší obsazení                                  | Pěkně blbě                        | nominace  |
| Seattle Film Critics Society                  | 18. prosince 2017  | Nejlepší ženský herecký výkon ve vedlejší roli     | Holly Hunter                      | nominace  |
| Seattle Film Critics Society                  | 18. prosince 2017  | Nejlepší scénář                                    | Emily V. Gordon a Kumail Nanjiani | nominace  |
| South by Southwest                            | 18. března 2017    | Ocenění publika                                    | Pěkně blbě                        | vítězství |
| St. Louis Film Critics Association            | 17. prosince 2017  | Nejlepší ženský herecký výkon ve vedlejší roli     | Holly Hunter                      | 2. místo  |
| St. Louis Film Critics Association            | 17. prosince 2017  | Nejlepší původní scénář                            | Emily V. Gordon a Kumail Nanjiani | nominace  |
| Washington D.C. Area Film Critics Association | 8. prosince 2017   | Nejlepší ženský herecký výkon ve vedlejší roli     | Holly Hunter                      | nominace  |
| Washington D.C. Area Film Critics Association | 8. prosince 2017   | Nejlepší původní scénář                            | Emily V. Gordon a Kumail Nanjiani | nominace  |
| Writers Guild of America Awards               | 11. února 2018     | Nejlepší původní scénář                            | Emily V. Gordon a Kumail Nanjiani | nominace  |
| Women Film Critics Circle                     | 17. prosince 2017  | Nejlepší pár                                       | Pěkně blbě                        | vítězství |